# Tropidechis carinatus
La serpiente de escamas ásperas (Tropidechis carinatus) es una especie de serpiente de la familia Elapidae. Es endémica de los estados australianos de Queensland y Nueva Gales del Sur. Es una serpiente muy venenosa. Una de sus principales características es que sus escamas dorsales se elevan por encima de las escamas circundantes y tienen una textura áspera (quilladas).

## Taxonomía
Un análisis genético realizado en 2016 mostró que el pariente más cercano de la serpiente de escama ásperas es la serpiente tigre.

## Descripción
Varía en su coloración, de marrón a oliva con bandas cruzadas, irregulares o irregulares de color marrón oscuro. Las de la superficie del vientre son de color gris verdoso o crema oliva, a menudo con manchas más oscuras. Las escamas del medio cuerpo tienen una quilla elevada o una apariencia carinada. La coloración y la estructura de las escamas causa que se confunda con las serpientes de la subfamilia Natricinae de colúbridos no venenosas. Crece hasta unos 70 cm de longitud.

## Hábitat y distribución
El hábitat de la serpiente incluye selvas tropicales, bosques húmedos al aire libre y vías fluviales. Se distribuye desde el medio este de Nueva Gales del Sur hasta la punta del extremo norte de Queensland, Australia.

## Comportamiento
Es activa tanto de día como de noche. Morderá fácilmente y es conocida por su mala disposición y su carácter defensivo.[cita requerida]
Su dieta incluye diferentes tipos de pequeños vertebrados: ranas, lagartijas, pequeños mamífero y aves. Generalmente se alimenta a nivel del suelo, pero puede subir a los árboles para capturar presas.

## Veneno
Tropidechis carinatus es una serpiente muy venenosa. Su veneno es una poderosa neurotoxina de acción rápida que es presináptica y post-sináptica. Contiene potentes neurotoxinas post-sinápticas, así como potentes neurotoxinas presinápticas. También tiene potentes coagulantes, así como miotoxinas. Esta especie ha causado varias muertes y ataca rápidamente para defenderse.[cita requerida]